# At the Dawn of War
At the Dawn of War es el tercer álbum lanzado por la banda Slechtvalk en 2005.

## Lista de canciones
1. "From Out of the Mist We Came Forth" - 3:16
2. "Call to Arms" - 8:08
3. "Mortal Serenity" - 5:05
4. "On the Eve of Battle" - 7:27
5. "Besieged" - 3:19
6. "The Spoils of Treason" - 6:11
7. "Thunder of War" - 4:02
8. "Black Raven Death" - 4:58
9. "Desertion" - 3:18
10. "Under a Moonlit Sky" - 6:05
11. "Cries of the Haunted (Bonus Track)" - 4:47

## Miembros
- Shamgar - Vocalista, segundo guitarrista.
- Ohtar - Guitarrista, segundo vocalista.
- Nath - Bajista.
- Grimbold - Batería, tercer vocalista.
- Sorgier - Teclista.
- Fionnghuala - Soprano.

- Datos: Q4812490